# Едвард Хок
Едвард Хок (21. фебруар 1705 — 16. октобар 1781) био је британски адмирал.

## Биографија
Истакао се као командант линијског брода Бервик у бици код Тулона (22. јануар 1744), а на челу Каналске флоте разбио је француску ескадру северозападно од рта Финистера (25. октобар 1747). У Седмогодишњем рату заузео је острво Екс септембра 1757. године, а априла следеће године, у близини Рошфора спречио је одлазак француског конвоја за Канаду и тиме убрзао пад Лујбура. Разбио је француску флоту код Киброна, под ванредно тешким хидрометеоролошким условима (20. новембар 1759). Од 1766. до 1771 био је Први лорд Адмиралитета. Хок је први међу британским адмиралима напустио дотадашњу формалистичку тактику.